# شب

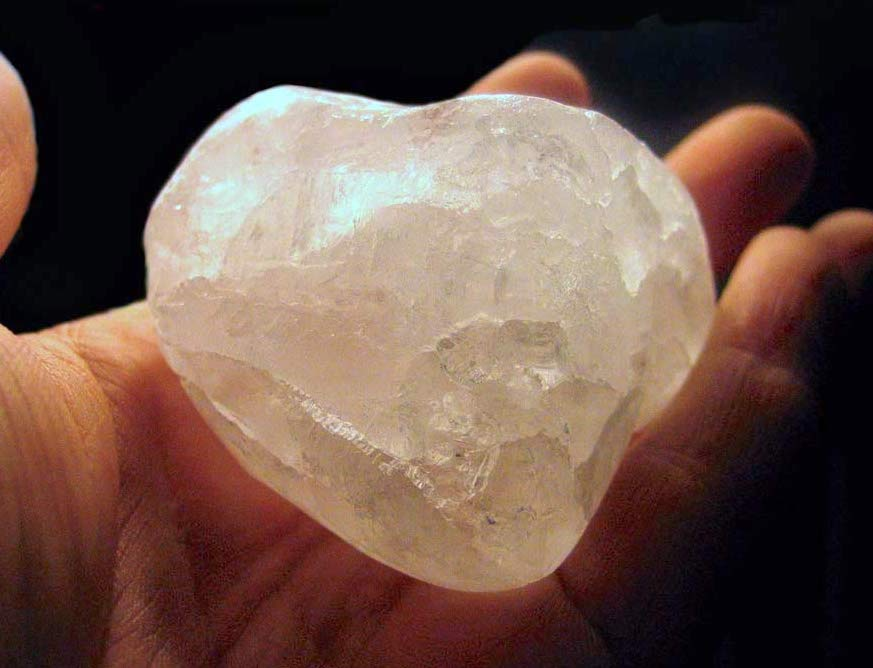
بلورة الشبة

الشَبّ أو الشبة أو كبريتات بوتاس الألمنيوم  هو اسم شائع يطلق على صنف من المركبات الكيميائية التي تحمل الصيغة العامة XAl(SO4)2·12H2O، حيث تمثل X كاتيون أحادي الشحنة الموجبة، مثل الصوديوم (شب الصوديوم) أو البوتاسيوم (شب البوتاسيوم) أو الأمونيوم (شب الأمونيوم).

## التطبيقات
مركبات الشب مفيدة في مجموعة من العمليات الصناعية. فهي ذوابة في الماء، ولها مذاق حمضي، وقابض (بالإنجليزية: astringent)‏، مائل إلى الحلاوة، ويتفاعل مع الحموض، ويتبلور وفق جسم مثمن السطوح (octahedron). تتسيل عند تسخينها، وإذا استمر التسخين يمكن استخراج ماء التبلور، تتحول بعدها الأملاح إلى خبث وتنتبج، ويبقى آخر الأمر المسحوق غير البلوري.
شبة البوتاسيوم هي الشبة المتوفرة تجاريا، مع أن هناك أنواعا أخرى تصنع أيضا مثل: شبة الصودا، وشبة الحديد، وشبة الأمونيوم.
وقد يطلق اسم الشبة على كبريتات الألومنيوم في الكلام العامي، ولكن هذا الكلام غير دقيق علميا، فخصائصه مختلفة تماما عن خصائص مركبات الشبة الموصوفة قبلا.
الشب متوفر بكميات كبيرة في اليمن، وهو ضمن الأحجار الملحية الطبيعية في بعض جبال اليمن، ويعرف باسم شب الفؤاد، ويباع أيضا في أسواق البهارات لإزالة العرق، وفي الطب الشعبي كعلاج للإمساك، والزيادة منه تؤدي إلى إمساك حاد. ويستخدم أيضا لتنظيف الأسنان، وذلك لوجود الخاصية الحمضية من كبريتات الأمونيوم في المركب، وله طعم قابض. كما يمكن أن يستخدم شب الفؤاد في تعقيم مياه الأمطار في خزانات المنزل، حيث يمنع وجود الديدان التي تنشأ في الخزانات التي تملأ بماء المطر.